# Ćuić Brdo
Ćuić Brdo falu Horvátországban, Károlyváros megyében. Közigazgatásilag Rakovicához| tartozik.

## Fekvése
Károlyvárostól 51 km-re délre, községközpontjától 6 km-re északra, a Kordun területén, a Zágrábot Splittel összekötő 1-es számú főút mellett fekszik.

## Története
Ćuić domb nevét egykori birtokosáról a Ćuić családról kapta, melynek tagjai az 1871-es rakovicai felkelésben is részt vettek.
1890-ben 69, 1900-ban 87 lakosa volt. Trianonig Modrus-Fiume vármegye Ogulini járásához tartozott. A horvát közigazgatási reformig Szluin község része volt. 1991-ig lakosságát Broćanachoz számították. 1991 és 1995 között a Krajinai Szerb Köztársasághoz tartozott. A horvát hadsereg 1995 augusztusában foglalta vissza a települést.
2011-ben a falunak 8 lakosa volt.

## Lakosság
| Lakosság változása | Lakosság változása | Lakosság változása | Lakosság változása | Lakosság változása | Lakosság változása | Lakosság változása | Lakosság változása | Lakosság változása | Lakosság változása | Lakosság változása | Lakosság változása | Lakosság változása | Lakosság változása | Lakosság változása | Lakosság változása |
| ------------------ | ------------------ | ------------------ | ------------------ | ------------------ | ------------------ | ------------------ | ------------------ | ------------------ | ------------------ | ------------------ | ------------------ | ------------------ | ------------------ | ------------------ | ------------------ |
| 1857               | 1869               | 1880               | 1890               | 1900               | 1910               | 1921               | 1931               | 1948               | 1953               | 1961               | 1971               | 1981               | 1991               | 2001               | 2011               |
| 0                  | 0                  | 0                  | 69                 | 87                 | 0                  | 0                  | 0                  | 0                  | 30                 | 30                 | 20                 | 0                  | 0                  | 0                  | 8                  |